# Люди, як річки
«Люди, як річки» (рос. «Люди, как реки») — радянський художній телефільм 1968 року, знятий на кіностудії «Мосфільм».

## Сюжет
Телефільм за оповіданням Ірини Велембовської «У важку хвилину». У центрі сюжету — життя післявоєнного маленького містечка. Героїня фільму — немолода самотня жінка Парасковія Іванівна — працює листоношею, допомагає кожному, хто її потребує. Паша, опинившись в лікарні, випадково знайомиться з Григорієм. Скоро її виписують, але вона, симпатизуючи йому, продовжує відвідувати свого нового знайомого. Зав'язалася дружба. Але ось одного разу Григорій звертається до неї з дивним проханням, з'їздити до нього додому на нічному пароплаві і подивитися, чи не зраджує йому дружина…

## У ролях
- Ніна Ургант — Паша Іванівна, листоноша
- Микола Рибников — Григорій
- Надія Федосова — Марія Василівна, начальник пошти
- Любов Калюжна — тітка Настя, нянечка
- Ізольда Ізвицька — дружина Григорія
- Алла Мещерякова — Олена, листоноша
- Майя Булгакова — дружина дебошира
- Іван Жеваго — сусід Григорія по палаті
- Лідія Корольова — співробітниця пошти на вечірці у складчину
- Валентина Ананьїна — Галина, листоноша
- Алевтина Румянцева — листоноша
- Борис Юрченко — чоловік Галини
- Софія Аверічева — епізод
- Фелікс Раздьяконов — Володя, коханець дружини Григорія
- Михайло Іванов — житель села
- Федір Шиманський — епізод
- Віра Бурлакова — колега по службі Паши
- Юлія Цоглин — колега по службі Паши
- Ніна Крачковська — колега по службі Паши
- Іван Бичков — хворий з забинтованою рукою

## Знімальна група
- Режисери — Дамір Вятич-Бережаних, Ігор Бітюков
- Сценарист — Ірина Велембовська
- Оператори — Петро Сатуновський, Віктор Тарусов
- Композитор — Оскар Фельцман
- Художник — Віталій Гладников